# Поль Кіракосян
Поль (Пол) Киракосян (вірм. Պոլ Կիրակոսյան, 1926, Єрусалим — 20 листопада 1993, Бейрут) — ліванський художник вірменського походження.

## Біографія
Народився в сім'ї вірменських біженців з Туреччини, які пережили геноцид. З раннього дитинства Пол знав сутність життя на засланні. Навчався в школах-інтернатах, ріс далеко від матері, яка змушена була працювати, щоб забезпечити своїм двом синам майбутнє. У 1940-і роки переїхав до Яффи, де відвідував студію Яркон з 1944 по 1945 роки. У 1947 році родина виїхала до Лівану.
У 1950-ті роки Кіракосян почав викладати образотворче мистецтво в декількох вірменських школах і працювати ілюстратором. Зі своїм братом Антуаном він почав малювати плакати до кінофільмів, постери і ілюстрації до книг. Незабаром він познайомився з багатьма своїми сучасниками і почав організовувати виставки своїх робіт в Бейруті і по всьому світу. У 1956 році він здобув перемогу на одному з конкурсів і отримав стипендію від італійського уряду на навчання в Флорентійській академії мистецтв. У Флоренції він організував ряд виставок, в тому числі виставку 1958 року «Сталість» в Галереї сучасного мистецтва.
У 1961 році Кіракосян повернувся в Бейрут, а через рік отримав другу стипендію від уряду Франції в Ательє майстрів паризької школи і наприкінці 1962 організував виставку в галереї Муфф. До середини 1960-х років він став найвідомішим художником Лівану і арабського світу. Його прихильність до Лівану росла, незважаючи на початок війну в 1970-і роки. У 1989 році Кіракосян організував ще одну виставку в Парижі у вестибюлі ЮНЕСКО. У Парижі він жив з сім'єю до 1991 року, а потім вперше в історії організував особисту виставку в Інституті арабського світу.
Поль Кіракосян помер 20 листопада 1993 в Бейруті, встигнувши незадовго до смерті закінчити ще одну картину. Він сказав своїй дочці незадовго до смерті, що нарешті-то зумів поєднати в одній картині старе і нове. Сім'я назвала картину «Прощання», і вона зараз зберігається в сімейній колекції без підпису. Його роботи також виставлені в Національній галереї Вірменії.

## Стиль
Поль Кіракосян відомий як автор безлічі портретів, пейзажів і різних тем. Так, він є автором картин «Портрет Араксу», «Світанок», «Місто», «Мати і новонароджений», «Пейзаж Лівану», «Очікування», «Сім'я», «Ферма», «Сільська дівчина», «Розмова», «Смиренна сім'я», «Читач» та інших. Також кисті Кіракосяна належать картини про життя і побут вірмен в міграції «Дейр ез-Зор», «Міграція», «Майстер килимів». Ці типові пишні картини мають вишуканий колір.

## Родина
У 1952 році Поль одружився зі своєю ученицею Джульєттою Хіндян. У шлюбі у них народилося шестеро дітей: перший син Ара помер незабаром після народження, і Поль присвятив йому кілька картин. Всі діти отримали вищу освіту в області живопису, але тільки Еммануїл, Жан-Поль і Мануелла продовжили свою кар'єру художників, створивши нову династію художників у світі. З 2011 року засновано фонд Поля Киракосян для збереження його спадщини.